# تأثير اليويو
تأثير اليويو (بالإنجليزية: Yo-yo dieting or yo-yo effect, also known as weight cycling)‏، والمعروف أيضا باسم إعادة تدوير الوزن، هو مصطلح أطلقه كيلي د. براونيل من جامعة ييل، في إشارة إلى فقدان الوزن واكتسابه مرة أخرى بصورة دورية (بعد اتباع حمية غذائية)، وهو يشبه حركة اليو يو إلى الأعلى وإلى اسفل. في نظام غير مناسب لفقد الوزن، ينجح الفرد في البداية في السعي لفقدان الوزن ولكن لا يستطيع الحفاظ على ذلك الانخفاض في الوزن لمدة طويلة بعد الانتهاء من النظام الغذائي الشديد الاحكام، ويبدأ في استعادة الوزن. ثم يسعى الفرد مجددا لفقدان الوزن المستعاد، وتبدأ دورة إعادة تدوير الوزن مرة أخرى. ذلك بسبب أن يكون نظام الحمية الغذائية غير مناسبا للشخص وعادة يكون مقترنا بالتخلي عن أكلات محببة لدى الشخص، مما يجعل الشخص يعاني الجوع والاعنماد على مأكولات لا تناسب مذاقه، فلا يستمر طويلا في النظام الغذائي الصارم. (لا يجب أن تكون الحمية الغذائية صارمة لخفض الوزن سريعا، بل يجب تشكيلها بطريقة يحبذها الشخص نفسه، فهي تعتمد أساسا على تقليل مقدار الوجبة الغذائية، وبالتالي تقليل كمية المأكولات التي يتناولها الشخص في اليوم أو في الأسبوع، بعذ فترة ينخفض وزن الشخص بلا معاناه ويشعر بالسعادة.)

## الأسباب

السمنة والجسم السليم: تؤخذ قياسات نسبة الخصر إلى الورك عند الشخص النحيف (على اليسار) عند أضيق نقطة في الخصر ، بينما تؤخذ عند الشخص السمين (على اليمين) عند نقطة ترتفع بمسافة بوصة واحدة عن تقوس الخصر. أما الورك فيقاس المحيط حول أعرض نقطة على اليسار، وعند أبعد نقطة على اليمين.

السبب الرئيسي في حدوث ظاهرة اليويو هو أن النظام الغذائي المتبع من أغلب الناس يكون صارما، بمعنى أن يريد الشخص إنقاص وزنه خلال فترة قصيرة؛ وهذا ما يدعوه إلى التقليل الشديد من تناول الأطعمة، حتى يحرق الجسم جزءا كبيرا مما اختزنه من الدهن (على أن يعود إلى عادته القديمة بعد الرجيم). ولكن الجسم أذكي من ذلك، إذ أن الجسم يخفض من احتياجاته من السعرات، ويصر على تخزين جزء من الغذاء في خلاياه الدهنية. وعلى إثر ذلك فإن النقص الأولى في الأيام الأولى من الرجيم يكون أكبر كثيرا من النقص الذي يليه. ويخطيء الشخص عند ذلك عندما يجد أن وزنه أصبح يتناقص بنسبة أقل على الرغم من تناوله غذاء قليل (سعرات حرارية قليلة). فيبدأ الشخص في العودة إلى أكل الكميات التي تعود عليها قبل الرجيم وهي مفرطة للغاية. في البداية قد يشعر من يتبع تلك الحمية بالسعادة بفكرة  فقدان الوزن والفخر في تقليلهم الطعام. لكن مع مرور الوقت، تسبب القيود التي تفرضها هذه الأنظمة الغذائية المتطرفة تأثيرات مثل الاكتئاب أو الإرهاق، أسباب نفسية تجعل الشخص يلتهم الطعام بلا حساب اثناء النهار، والذهاب إلى الثلاجة ليلا. هذا يجعل من المستحيل الحفاظ على النظام الغذائي الصارم.
في نهاية المطاف، يعود الشخص إلى العادات الغذائية القديمة، والآن مع الآثار العاطفية المضافة من الفشل في إنقاص الوزن عن طريق اتباع نظام غذائي مقيد.  يسرع الكثير من الناس إلى تناول الطعام أكثر مما كانوا عليه قبل اتباع النظام الغذائي، مما يتسبب في استعادة الوزن بسرعة. يتم تعزيز عملية استعادة الوزن وخاصة تخزين الدهون في الجسم من خلال اللدونة الأيضية العالية للعضلات الهيكلية.
وتوضح " دورة Summermatter "  كيف أن العضلات الهيكلية تقلل باستمرار من استهلاك الطاقة أثناء اتباع نظام غذائي وبالإضافة إلى ذلك، يزيد تقييد الغذاء. من النشاط البدني الذي يدعم بشكل أكبر فقدان وزن الجسم في البداية وعندما يصبح الطعام متاحًا مرة أخرى، يشجع النظام المقتصد على إعادة تعبئة مخزون الطاقة.

## مقاومة تأثير يويو
فمن يريد انقاص وزنه فعليه اتباع حمية غذائية معتدلة ولا يجنح إلى نظام صارم. ويختار غذاءا متنوعا من خضر متنوعة وفاكهة، ويقلل من النشويات، ويهتم بالبروتينات في الأسماك واللحوم والبيض والبقوليات. هذه الأطعمة تحوي كل مايحتاجه الجسم من المواد الغذائية بما فيها من فيتامينات وأملاح معدنية مثل الكالسيوم والبوتاسيوم واليود والحديد. ثم يستمر على هذا النظام طويلا ويجعله نظام حياته. عليه ألا يعود إلى النظام القديم حتى لا يحدث تأثير اليويو، ويستفيد إلى جانب انقاص الوزن من تحسن صحته، ومقاومة عالية ضد المرض، وعدم حدوث تكلس في الشرايين، ويبقى ضغط الدم لديه في حيز صحي، كما يقل احتمال إصابته بالسكري وضغط الدم العالي وآثاره السلبية.
من يريد ألا يعود إلى تأثير اليويو عليه تعديل نظام غذائه ويستمر عليه بقية العمر (هو نظام حياة). وتقليل تناول الطعام ليس معناه الامتناع عن أكل ما يحبه، وإنما هو تناول للطعام والانسجام برائحته وطعمه ومظهره، ولكن بكميات أقل من النشويات والاستعاضة عنها بزيادة في الخضروات . الخضروات قليلة السعرات وتحتوي على ألياف تفيد الأمعاء وتنظم عملية الإخراج والتخلص من النفايات. بهذا يحس بالشبع ولا يحرم نفسه من أي شيء يحب تناوله، ولكن بكميات قليلة.
إن تقليل كميات الأكل هو نظام حياتي يفيد صحة الإنسان، بل والحيوان أيضا. فقد أجريت تجارب على الفئران، عدد منها يأكل طبيعيا، وعدد آخر يأكل أعطي طعاما قليلا (صياميا). فماذا كانت النتيجة: عاشت الفئران التي تعرضت للصيام مدد أطول كثيرا عن الفئران التي كانت تأكل طبيعيا. إن الإكثار من الطعام غير صحي، والإكثار منه يزيد احتمال إصابة الشخص بصدمة قلبية أو صدمة الدماغ، أو تصلب الشرايين أو السكري، أو خفض كفاءة عمل الكليتين وضغط الدم العالي.
وبالطبع يتمتع الإنسان بمأكولات شهية جذابة في الحفلات وأعياد الميلاد ودعوات زيارة الأصدقاء. فكيف يتصرف؟ يستمتع بالمأكولات عاديا (أو مع شيء من التحفظ)، وفي نفس الأسبوع عليه تناول البطاطس المسلوقة فقط لمدة يومين (وسيجد فيها طعما طيبا!)؛ بذلك تتعادل كميات المأكولات خلال الأسبوع من حيث متوسط سعراتها، فيحافظ على وزنه ولا يتعرض للسمنة.
كما أن مزاولة الرياضة يستهلك من الدهون المخزونة في جسمه. المشي مثلا أو الجري، أو أسهل من ذلك صعود السلم بدلا من الأسانسير، أو النزول من الحافلة محطتين قبل بيته ويمشي المسافة الباقية على قدميه. كل ذلك في موسوعة أو موسوعها. الحركة تستهلك من الدهون المخزونة في الجسم. ومن فوائد الحركة أيضا تنشيط عمل الأمعاء.
ولا يطوله / ولا يطولها تأثير اليويو.

## اقرأ أيضا
- تخسيس
- نسبة الخصر إلى الورك
- TOFI

## وصلات خارجية
- National Weight Control Registry
- Overeaters Anonymous website